# Instructables
Instructables és un lloc web especialitzat en projectes de bricolatge creats i penjats pels usuaris, actualment propietat d'Autodesk. Va ser creat per Eric Wilhelm i Saul Griffith i llançat l'agost de 2005. Instructables es dedica a la col·laboració pas a pas entre els membres per crear una varietat de projectes. Els usuaris publiquen instruccions als seus projectes, normalment acompanyades d'ajudes visuals, i després interactuen mitjançant seccions de comentaris a sota de cada pas d'Instructable, així com als fòrums temàtics.

## Història
Després de graduar-se al Media Lab del MIT, Wilhelm i Griffith van fundar Squid Labs, una empresa d'enginyeria i tecnologia especialitzada en disseny i consultoria. Instructables va començar com un projecte intern de Squid Labs, que més tard es va convertir en una empresa independent amb Wilhelm com a conseller delegat. Wilhelm encara contribueix regularment al lloc.
Una versió prototip del lloc, completa amb el contingut inicial de projectes d'electrònica, cuina, cometes i bicicletes, es va publicar l'agost de 2005 a la conferència O'Reilly Foo Camp.
El contingut original es va centrar principalment en projectes com la construcció de dispositius electrònics o mecànics per resoldre problemes comuns a la llar. L'abast del projecte s'ha ampliat per incloure una gamma més àmplia de categories, com ara Menjar, Vida, Exterior, Tecnologia, Joc i Taller. De vegades s'afegeixen categories patrocinades perquè les empreses anunciïn un tema específic al lloc.
El lloc permet pujar fotos, diagrames, vídeos i animacions per ajudar a explicar terminologia i mecanismes complexos en termes clars i entenedors.
Instructables dona feina a un personal a temps complet i també té un grup de voluntaris, que inclou articles ben documentats, donen la benvinguda a nous usuaris i ajuden al lloc.
L'1 d'agost de 2011, Autodesk va anunciar l'adquisició d'Instructables.

## Comunitat
Un cop registrats, els membres poden crear Instructables que siguin descripcions pas a pas dels projectes que volen compartir en línia. S'escriuen de tal manera que permeten fàcilment a altres membres replicar-los i compartir-los amb la resta de la comunitat. Els membres també poden penjar vídeos i presentacions de diapositives que representen un projecte que no han documentat.
Cada mes se celebren diversos concursos, cadascun amb un tema únic. La gent vota les obres d'un concurs específic que consideren de bona qualitat i creativitat, i s'atorguen premis als guanyadors. Un concurs patrocinat per Instructables normalment atorgarà samarretes, pegats i adhesius, però sovint s'atorguen premis més extravagants en funció de la disponibilitat dels patrocinadors.
S'ha afegit una funció del fòrum perquè els membres publiquin idees, preguntes, debats, sol·licituds d'ajuda i tota mena de coses. Més tard, també es va implementar un sistema de preguntes i respostes dedicat.
Les classes es van introduir el febrer de 2017 perquè els membres s'inscriguin i aprenguin habilitats per guanyar confiança en una varietat d'oficis, com ara la fusteria, la soldadura, l'electrònica, l'Arduino, la cocció, la impressió en 3D, el tall per làser i una varietat d'altres classes, que ofereixen més de 35 classes.